# Washington Nationals
Washington Nationals is een Amerikaanse honkbalclub uit Washington D.C. De club werd in 1969 opgericht als Montreal Expos (Frans: Expos de Montréal). In 2003 en 2004 speelden de Expos een gedeelte van hun "thuiswedstrijden" in het Hiram Bithornstadion in San Juan (Puerto Rico). De club kwam naar Washington in 2005.

Cap Logo

De Nationals spelen hun wedstrijden in de Major League Baseball. Ze komen uit in de Eastern Division van de National League. Het stadion van de Nationals heet Nationals Park. Het lukte in 2019 voor het eerst in de geschiedenis van de club om de World Series te winnen. Er werd met 4 wedstrijden tegen 3 (best of 7) gewonnen van American League kampioen Houston Astros.

## Nationals Hall Of Famers
Van 1969 t/m 2004 als Montreal Expos, en van 2005 t/m heden als Washington Nationals.

Tussen haakjes: jaren actief bij de club.
| Speler - Gary Carter (1974-1984, 1992) - Andre Dawson (1976-1986) - Vladimir Guerrero (1996-2003) - Randy Johnson (1988-1989) - Pedro Martinez (1994-1997) - Tony Perez (1977-1979) | - Tim Raines (2001) - Frank Robinson (2002-2006) - Ivan Rodríguez (2010-2011) - Lee Smith (1997) Manager - Dick Williams (1977-1981) |

## Contact
- Washington Nationals, Nationals Park, 1500 South Capitol Street SE, Washington, DC 20003 (U.S.A.)

## Front Office
- Founding Principal Owner: Theodore N. Lerner
- Managing Principal Owner: Mark D. Lerner
- Manager: Dave Martinez
- General Manager: Mike Rizzo
- President of Baseball Operations: Mike Rizzo

## Erelijst
Van 1969 t/m 2004 als Montreal Expos, en van 2005 t/m heden als Washington Nationals.
- Winnaar World Series (1×): 2019
- Winnaar National League (1×): 2019
- Winnaar National League East (5×): 1981, 2012, 2014, 2016, 2017
- Winnaar National League Wild Card (van 1994 t/m heden) (1×): 2019
- National League Wild Card Game (van 2012 t/m 2019 en 2021) (1×): 2019

## Seizoensoverzicht
| Seizoen              | Niveau | League | Divisie | Eindstand                            | Gewonnen | Verloren | Win. Percentage | Achterstand | Postseason (Playoffs)                                                                                                | Awards                                                                                          |
| -------------------- | ------ | ------ | ------- | ------------------------------------ | -------- | -------- | --------------- | ----------- | --- | ----------------------------------------------------------------------------------------------- |
| Montreal Expos       |        |        |         |                                      |          |          |                 |             | |                                                                                                 |
| 1969                 | MLB    | NL     | East    | 6                                    | 52       | 110      | .321            | 48          | - | -                                                                                               |
| 1970                 | MLB    | NL     | East    | 6                                    | 73       | 89       | .451            | 16          | - | Carl Morton (MLB NL Rookie of the Year Award)                                                   |
| 1971                 | MLB    | NL     | East    | 5                                    | 71       | 90       | .441            | 25½         | - | -                                                                                               |
| 1972                 | MLB    | NL     | East    | 5                                    | 70       | 86       | .449            | 26½         | - | -                                                                                               |
| 1973                 | MLB    | NL     | East    | 4                                    | 79       | 83       | .488            | 3½          | - | Gene Mauch (AP NL Manager of the Year Award)                                                    |
| 1974                 | MLB    | NL     | East    | 4                                    | 79       | 82       | .491            | 8½          | - | -                                                                                               |
| 1975                 | MLB    | NL     | East    | 5                                    | 75       | 87       | .463            | 17½         | - | -                                                                                               |
| 1976                 | MLB    | NL     | East    | 6                                    | 55       | 107      | .340            | 46          | - | -                                                                                               |
| 1977                 | MLB    | NL     | East    | 5                                    | 75       | 87       | .463            | 26          | - | Andre Dawson (MLB NL Rookie of the Year Award)                                                  |
| 1978                 | MLB    | NL     | East    | 4                                    | 76       | 86       | .469            | 14          | - | -                                                                                               |
| 1979                 | MLB    | NL     | East    | 2                                    | 95       | 65       | .594            | 2           | - | Dick Williams (AP NL Manager of the Year Award)                                                 |
| 1980                 | MLB    | NL     | East    | 2                                    | 90       | 72       | .556            | 1           | - | -                                                                                               |
| 1981                 | MLB    | NL     | East    | 3 (1e Helft) 1 (2e Helft) 2 (Totaal) | 30 30 60 | 25 23 48 | .545 .566 .556  | 4 - 2       | Winnaar NLDS vs. Phillies 3 - 2 Verliezer NLCS vs. Dodgers 2 - 3                                                     | -                                                                                               |
| 1982                 | MLB    | NL     | East    | 3                                    | 86       | 76       | .531            | 6           | - | -                                                                                               |
| 1983                 | MLB    | NL     | East    | 3                                    | 82       | 80       | .506            | 8           | - | -                                                                                               |
| 1984                 | MLB    | NL     | East    | 5                                    | 78       | 83       | .484            | 18          | - | -                                                                                               |
| 1985                 | MLB    | NL     | East    | 3                                    | 84       | 77       | .522            | 16½         | - | -                                                                                               |
| 1986                 | MLB    | NL     | East    | 4                                    | 78       | 83       | .484            | 29½         | - |                                                                                                 |
| 1987                 | MLB    | NL     | East    | 3                                    | 91       | 71       | .562            | 4           | - | Buck Rodgers (MLB NL Manager of the Year Award)                                                 |
| 1988                 | MLB    | NL     | East    | 3                                    | 81       | 81       | .500            | 20          | - | -                                                                                               |
| 1989                 | MLB    | NL     | East    | 4                                    | 81       | 81       | .500            | 12          | - | -                                                                                               |
| 1990                 | MLB    | NL     | East    | 3                                    | 85       | 77       | .525            | 10          | - | -                                                                                               |
| 1991                 | MLB    | NL     | East    | 6                                    | 71       | 90       | .441            | 26½         | - | -                                                                                               |
| 1992                 | MLB    | NL     | East    | 2                                    | 87       | 75       | .537            | 9           | - | -                                                                                               |
| 1993                 | MLB    | NL     | East    | 2                                    | 94       | 78       | .580            | 3           | - | -                                                                                               |
| 1994                 | MLB    | NL     | East    | 1                                    | 74       | 40       | .649            | -           | Wegens staking geen playoffs                                                                                         | Felipe Alou (MLB NL Manager of the Year Award & AP Manager of the Year Award)                   |
| 1995                 | MLB    | NL     | East    | 5                                    | 66       | 78       | .458            | 24          | - | -                                                                                               |
| 1996                 | MLB    | NL     | East    | 2                                    | 88       | 74       | .543            | 8           | - | -                                                                                               |
| 1997                 | MLB    | NL     | East    | 4                                    | 78       | 84       | .481            | 23          | - | Pedro Martinez (MLB NL Cy Young Award)                                                          |
| 1998                 | MLB    | NL     | East    | 4                                    | 65       | 97       | .401            | 41          | - | -                                                                                               |
| 1999                 | MLB    | NL     | East    | 4                                    | 68       | 94       | .420            | 35          | - | -                                                                                               |
| 2000                 | MLB    | NL     | East    | 4                                    | 67       | 95       | .414            | 28          | - | -                                                                                               |
| 2001                 | MLB    | NL     | East    | 5                                    | 68       | 94       | .420            | 20          | - | -                                                                                               |
| 2002                 | MLB    | NL     | East    | 2                                    | 83       | 79       | .512            | 19          | - | -                                                                                               |
| 2003                 | MLB    | NL     | East    | 4                                    | 83       | 79       | .512            | 18          | - | -                                                                                               |
| 2004                 | MLB    | NL     | East    | 5                                    | 67       | 95       | .414            | 29          | - |                                                                                                 |
| Washington Nationals |        |        |         |                                      |          |          |                 |             | |                                                                                                 |
| 2005                 | MLB    | NL     | East    | 5                                    | 81       | 81       | .500            | 9           | - | -                                                                                               |
| 2006                 | MLB    | NL     | East    | 5                                    | 71       | 91       | .438            | 26          | - | -                                                                                               |
| 2007                 | MLB    | NL     | East    | 4                                    | 73       | 89       | .451            | 16          | - | Dmitri Young (MLB NL Comeback Player of the Year Award)                                         |
| 2008                 | MLB    | NL     | East    | 5                                    | 59       | 102      | .366            | 32½         | - | -                                                                                               |
| 2009                 | MLB    | NL     | East    | 5                                    | 59       | 103      | .364            | 34          | - | -                                                                                               |
| 2010                 | MLB    | NL     | East    | 5                                    | 69       | 93       | .426            | 28          | - | -                                                                                               |
| 2011                 | MLB    | NL     | East    | 3                                    | 80       | 81       | .497            | 21½         | - | -                                                                                               |
| 2012                 | MLB    | NL     | East    | 1                                    | 98       | 64       | .605            | -           | Verliezer NLDS vs. Cardinals 2 - 3                                                                                   | Bryce Harper (MLB NL Rookie of the Year Award) Davey Johnson (MLB NL Manager of the Year Award) |
| 2013                 | MLB    | NL     | East    | 2                                    | 86       | 76       | .531            | 10          | - | -                                                                                               |
| 2014                 | MLB    | NL     | East    | 1                                    | 96       | 66       | .593            | -           | Verliezer NLDS vs. Giants 1 - 3                                                                                      | Matt Williams (MLB NL Manager of the Year Award)                                                |
| 2015                 | MLB    | NL     | East    | 2                                    | 83       | 79       | .512            | 7           | - | Bryce Harper (MLB Most Valuable Player Award)                                                   |
| 2016                 | MLB    | NL     | East    | 1                                    | 95       | 67       | .586            | -           | Verliezer NLDS vs. Dodgers 2 - 3                                                                                     | Max Scherzer (MLB NL Cy Young Award) Anthony Rendon (MLB NL Comeback Player of the Year Award)  |
| 2017                 | MLB    | NL     | East    | 1                                    | 97       | 65       | .599            | -           | Verliezer NLDS vs. Cubs 2 - 3                                                                                        | Max Scherzer (MLB NL Cy Young Award)                                                            |
| 2018                 | MLB    | NL     | East    | 2                                    | 82       | 80       | .506            | 8           | - | -                                                                                               |
| 2019                 | MLB    | NL     | East    | 2                                    | 93       | 69       | .574            | 4           | Winnaar NLWC vs. Brewers Winnaar NLDS vs. Dodgers 3 - 2 Winnaar NLCS vs. Cardinals 4 - 0 Winnaar WS vs. Astros 4 - 3 | Stephen Strasburg (MLB WS Most Valuable Player Award)                                           |
| 2020                 | MLB    | NL     | East    | 5                                    | 26       | 34       | .433            | 9           | - | -                                                                                               |
| 2021                 | MLB    | NL     | East    | 5                                    | 65       | 97       | .401            | 23½         | - | -                                                                                               |
| 2022                 | MLB    | NL     | East    | 5                                    | 55       | 107      | .340            | 46          | - | -                                                                                               |
| 2023                 | MLB    | NL     | East    | 5                                    | 71       | 91       | .438            | 33          | - | -                                                                                               |